# Bicorona elegans
Bicorona elegans is een hydroïdpoliep uit de familie Corynidae. De poliep komt uit het geslacht Bicorona. Bicorona elegans werd in 1966 voor het eerst wetenschappelijk beschreven door Millard. 